# Ministro-chefe
Um ministro-chefe é um cargo governamental. Na maioria dos países de colonização britânica, correspondente ao chefe de governo de uma entidade subnacional (por exemplo, estado federado). Como chefe de governo subnacional, também é usado como título dado aos chefes de governo dos estados malaios sem uma monarquia. Na Malásia, é usado para se referir aos chefes de governo, chamado na sua língua malaia de Ketua Menteri (literalmente Ministro-Chefe), da Malásia, sem um sultão, ou seja, Malaca, Penang, Sabah e Sarawak, enquanto que no idioma malaio Menteri Besar (literalmente Grande Ministro) é utilizado em outros estados com um monarca. O título também é usado nas Dependências da Coroa do Reino Unido da Ilha de Man (desde 1986), em Guernesei (desde 2004), e em Jérsei (desde 2005). E, por analogia, o termo é geralmente aplicado a vários outros altos gabinetes ministeriais, por exemplo, num Estado principesco.[carece de fontes?]